# 心血运动论
《心血运动论》（拉丁語：Exercitatio Anatomica de Motu Cordis et Sanguinis in Animalibus），全稱《關於動物心臟與血液運動的解剖研究》，是英国生理学家、胚胎学家威廉·哈维于1628年公开发表的著作。这本书观点从根本上推翻了统治千年的关于心脏运动和血液运动的经典观点，提出血液是循环运行的，心脏有节律的持续搏动是促使血液在全身循环流动的动力源泉。